# Imenem revoljucii
Imenem revoljucii (Именем революции) è un film del 1963 diretto da Genrich Saulovič Gabaj.